# Кеново (Руднянский район)
Кеново — деревня в Руднянском районе Смоленской области России. Входит в состав Любавичского сельского поселения. Население — 14 жителей (2007 год). 
Расположена в западной части области в 15 км к югу от Рудни, в 13 км южнее автодороги М1 «Беларусь». В 14 км юго-восточнее деревни расположена железнодорожная станция Красное на линии Москва — Минск. 

## История
В годы Великой Отечественной войны деревня была оккупирована гитлеровскими войсками в июле 1941 года, освобождена в октябре 1943 года.